# کفیر الوخیان
کفیر الوخیان (به عربی: کفیر الوخیان) یک منطقهٔ مسکونی در اردن است که در استان مادبا واقع شده‌است.